# Parnes philotes
Parnes philotes är en fjärilsart som beskrevs av John Obadiah Westwood 1851. Parnes philotes ingår i släktet Parnes och familjen Riodinidae. Inga underarter finns listade i Catalogue of Life.